# 西郷村 (新潟県)
西郷村（にしごうむら）は、かつて新潟県中頸城郡にあった村。

## 沿革
- 1889年（明治22年）4月1日 - 町村制施行に伴い中頸城郡上四ツ屋村、五日市村、谷内林新田村、上八幡新田、新保新田村、坂井新田村、梨木村、藤塚新田、土田村、小丸山新田、長森村、猪野山村、三ツ俣村が合併し、西郷村が発足。
- 1901年（明治34年）11月1日 - 中頸城郡斐太村と合併し、斐太村を新設して消滅。